# Germán Sánchez (skoczek do wody)
Germán Saul Sánchez Sánchez (ur. 24 czerwca 1992) – meksykański skoczek do wody. Srebrny medalista olimpijski z Londynu.
Zawody w 2012 były jego drugimi igrzyskami olimpijskimi – debiutował w wieku 16 lat w Pekinie. W 2012 po medal sięgnął w skokach synchronicznych z wieży, partnerował mu Iván García. Wspólnie triumfowali w tej konkurencji na Igrzyskach Panamerykańskich 2011.